# Charlotte Möhring

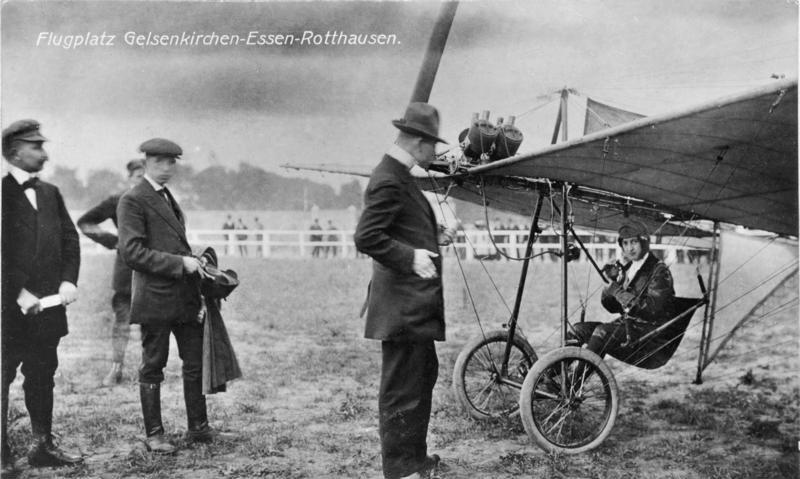
Charlotte Möhring auf dem Flugplatz Rotthausen nach dem Erhalt des Pilotenscheins im Jahr 1912 (links ist ihr Ehemann Georg Mürau zu sehen)

Charlotte Bianka Martha Möhring (* 31. März 1887 in Pankow, Kreis Niederbarnim; † 19. Oktober 1970 in Berlin-Spandau) war eine deutsche Flugpionierin und nach Melli Beese, Božena Laglerová und Fürstin Eugenie Schakowskoy die vierte Frau in Deutschland, die mit einem Pilotenschein zum Fliegen befähigt wurde.

## Frühes Leben
Über das frühe Leben von Charlotte Möhring ist wenig bekannt. Sie war mit dem Luftfahrtpionier Georg Mürau verheiratet, der im Frühjahr 1912 auf dem Flugplatz Gelsenkirchen-Essen-Rotthausen eine Flugschule eröffnet hatte.

## Pilotin
Bereits 1911 war Charlotte Möhring mit einer Rumpler Taube von Flugplatz Johannisthal bis zum Flugplatz Döberitz geflogen. Auf dem Flugplatz Gelsenkirchen-Essen-Rotthausen erlernte sie als erste Flugschülerin das Fliegen, wobei sie auf einem Grade-Eindecker flog. Am 7. September 1912 erhielt sie einen Flugschein mit der Nr. 285 und war damit die dritte Pilotin in Deutschland. Später wurde sie Fluglehrerin. Nach dem Ende des Ersten Weltkriegs herrschte in Deutschland ein Flugverbot und sie übte diesen Beruf nicht mehr aus.
Ein Lebenszeichen von Charlotte Möhring datiert aus dem Jahr 1953, als sie in einer Festschrift ihre Begeisterung für das Fliegen niederschrieb.
Letztmals wurde über Charlotte Möhring im Jahr 1962 berichtet, als im Hamburger Abendblatt das 50-jährige Jubiläum der Pilotenscheine beider Ehepartner Thema war.